# 松本市美鈴湖自転車競技場
松本市美鈴湖自転車競技場（まつもとしみすずこじてんしゃきょうぎじょう、スポンサー名義でスカイロードサイクリングスタジアム松本）は、長野県松本市三才山に所在する自転車競技場である。
同じ松本市内のかりがね自転車競技場が廃止されたことを受け、美鈴湖畔のすでに廃止されていた浅間温泉国際スケートセンターのリンクと松本市美鈴湖庭球場のコートを自転車競技用トラックとインフィールドに改築し、2015年6月開場した。
1周333と1/3 mで最大カントは36度。日本の自転車競技場では最も標高が高い1000 mに所在している。長野県を登録地としている競輪選手の中には、当地を練習拠点としている選手も見られる。2028年開催予定の第82回国スポの会場が予定されている。
国際大会も開催されており、2016年7月にJICF（日本学生自転車競技連盟）主催の国際トラックカップが行われている。